# Združeno poveljstvo za operacije
Združeno poveljstvo za operacije (angleško Allied Command Operations; kratica: ACO) je poveljstvo v sestavi Nata, ki skrbi za izvajanje vojaških operacij zveze NATO. Poveljstvo je bilo ustanovljena leta 2002 in je nadomestilo dve dotedanji strateški poveljstvi: ACE in ACLANT.
Slovenski nacionalni predstavnik pri poveljstvu je brigadir Anton Turk (od oktobra 2004).